# Potenziali di Hertz-Debye
In elettromagnetismo i potenziali di Hertz-Debye sono una coppia di funzioni scalari che permettono di descrivere in maniera conveniente la propagazione di un'onda elettromagnetica in una guida d'onda.
La loro formulazione si deve ai fisici Heinrich Rudolf Hertz e Peter Debye.
In generale una funzione potenziale è associata ai modi di propagazione TE (trasversi elettrici) e una ai modi di propagazione TM (trasversi magnetici).
Si ottengono da una rielaborazione del potenziale magnetico {\displaystyle \mathbf {A} } imponendo che abbia solo componente lungo la direzione di propagazione dell'onda elettromagnetica nella guida, in generale {\displaystyle \mathbf {i} _{z}}. Il rotore di un vettore che ha una sola componente dà come risultato un vettore che ha solo componenti trasversali alla componente di {\displaystyle \mathbf {A} }.
{\displaystyle \nabla \times A\mathbf {i_{z}} ={\begin{vmatrix}\mathbf {i_{x}} &\mathbf {i_{y}} &\mathbf {i_{z}} \\\\{\frac {\partial }{\partial x}}&{\frac {\partial }{\partial y}}&{\frac {\partial }{\partial z}}\\\\0&0&A\end{vmatrix}}=\mathbf {i} _{x}{\frac {\partial }{\partial y}}A-\mathbf {i} _{y}{\frac {\partial }{\partial x}}A}
Il risultato, supponendo che sia {\displaystyle \mathbf {i} _{z}} la direzione di propagazione, è che il campo magnetico dato dalla relazione {\textstyle \mathbf {B} =\mathbf {\nabla } \times A\mathbf {i} _{z}} ha solo componenti trasverse, è quindi un campo TM, e la componente lungo {\displaystyle \mathbf {i} _{z}} è nulla. Posto {\displaystyle \psi =A} otteniamo che {\displaystyle \psi } è il potenziale di Hertz-Debye cercato e allora {\textstyle \mathbf {B} =\mathbf {\nabla } \times \psi \mathbf {i} _{z}}
La relazione che lega il campo elettrico {\displaystyle \mathbf {E} } al potenziale {\displaystyle \psi } si ottiene dalle due equazioni di Maxwell
{\displaystyle \nabla \times \mathbf {E} =-{\frac {\partial \mathbf {B} }{\partial t}}\qquad \nabla \cdot \mathbf {B} =0}
sostituendo al campo magnetico l'espressione in termini di potenziale {\displaystyle \psi }. Il campo elettrico avrà sia componente trasversa che componente longitudinale.
Per analogia si può ottenere anche l'espressione del campo TE in termini di potenziale di Hertz-Debye {\textstyle \phi } da non confondere col potenziale scalare a cui è associato lo stesso simbolo.